# Punto G (banda)
Punto G fue una agrupación argentina de rock y pop formada en Cañada de Gómez, Santa Fe, que estuvo activa en Rosario entre mediados de las décadas de 1980 y 1990, publicó tres discos (el primero con la producción artística de Fito Páez) y tuvo un gran reconocimiento en Rosario, la provincia y distintos puntos de Argentina.
Su formación más estable fue con César Coki Debernardi en voz y guitarra, Carlos Verdichio en bajo, Juan Albertengo en batería, José Tato Fernández en saxo y Rubén Carrera en teclados.
Cae lenta, Indios, Baila y Cañada bajo el cielo, todos del disco debut, fueron algunos de los temas de la banda que sonaron en radios de todo el país.

## Historia

### Orígenes
A comienzos de la década de 1980, los músicos Carlos Verdichio, Tato Fernández y Madonna Albertengo, junto a Guillermo Schwarzhans y Eduardo Ergueta (todos nacidos en Cañada de Gómez en la segunda mitad de la década de 1960) formaron Gamexane. A mediados de la década de 1980 Schwarzhans y Ergueta abandonaron la banda e ingresaron Coki Debernardi y Andrés Pato Castellan (también oriundos de Cañada de Gómez), tras lo cual cambiaron el nombre del grupo a Punto G.
Castellan sufrió un ataque de asma y falleció en noviembre de 1986. Coki quedó entonces como líder de la banda.

"Cuando empezamos, el compositor y el cantante eran otros. Un día ese chico se murió y, para no morirme yo, tuve que seguir. Yo no era el talentoso, era apenas el más caradura. A eso le sumé algo de disciplina, y así fue como seguimos con Punto G".
Coki Debernardi

Ya instalados en Rosario y con Rubén Carrera en teclados (se unió al grupo en 1987), Punto G mostraba un sonido original, con influencias de The Cure, Bauhaus, Joy Division, The Velvet Underground, Sumo y Don Cornelio y La Zona.
La banda ganó el concurso Pre Chateau, en el Anfiteatro Humberto de Nito de Rosario, que tenía como premio tocar el 5 de marzo de 1988 en el festival el Chateau Rock 88, en la provincia de Córdoba. Allí hicieron Cañada bajo el cielo, Baja en mi sangre, Indios y Geegeegee, temas que serían incluidos más tarde en el disco debut. También se presentaron en discotecas de las provincias de Santa Fe y Córdoba.

### Disco debut
Fito Páez escuchó los demos de la banda y les ofreció grabar y producir el disco debut. "Todo lo que acaba se vuelve insoportable" se grabó en dos semanas en marzo de 1989 en La Mar, el estudio de grabación de Páez en barrio porteño de Caballito. Además de producir, Páez hizo los arreglos de Cañada bajo el cielo y tocó teclados en Baja en mi sangre y Estupefacientes para su dolor, donde Fabiana Cantilo grabó coros.
El disco cerraba con Séptimo tema, un reprise de Cae lenta, pero por un error en su lugar apareció Dando vueltas en el aire, de Fito Páez, al mezclarse las cintas en las que el músico rosarino había grabado "Ciudad de pobres corazones". La discográfica CBS quiso evitar un problema legal con EMI y retiró el disco de la venta para corregirlo y relanzarlo.
Punto G presentó el álbum en programas de televisión de Buenos Aires, en las salas de conciertos Parakultural y Shams, y finalmente en el Patio de la Madera de Rosario, el 7 de diciembre de 1989, con lleno total.

### Crisis económica y disolución
La crisis económica que sufrió Argentina por esos años y la hiperinflación llevaron a CBS a rescindir el contrato con Punto G.
La banda decidió crear su propio sello independiente, Belushi Records, y así publicar su segundo álbum, llamado "Punto G", que salió a la venta en 1991. Fue editado en vinilo, en la época en que empezaba a popularizarse el formato CD, y no consiguió el éxito del disco debut. De todas maneras, Baila y Duro duro fueron temas con mucha rotación en las radios.

"El fracaso no se nos subió a la cabeza".
Coki Debernardi

Ya con el guitarrista Gustavo Randizzi, Punto G publicó en 1993 "El último salva a todos". Grabado en los estudios Alfa Centauro de Rosario y publicado por el sello porteño M&M, tenía temas inéditos (como No sé y Mirar, con coros del líder de Certamente Roma, Carlos Vandera) y nuevas versiones de Indios, Cae lenta, Baila, Duro duro.
Luego de un show como banda soporte de Sting en el estadio Gigante de Arroyito, en marzo de 1994, Punto G se separó.
Volvieron a tocar en vivo en 2016 y en 2019, con algunos de los integrantes originales y Ricardo Vilaseca en teclados.

## Discografía
- "Todo lo que acaba se vuelve insoportable" (1989, CBS)
- "Punto G" (1991, Belushi Records)
- "El último salva a todos" (1993, M&M)